# 然博克
然博克，是匈牙利佩斯州所辖的一个村。总面积23.35平方公里，总人口2407，人口密度103.1人/平方公里（2011年1月1日）。